# Peter Donat
Peter Collingwood Donat (Kentville, 20 gennaio 1928 – Point Reyes Station, 10 settembre 2018) è stato un attore canadese naturalizzato statunitense.

## Biografia
Nato in Canada da padre anglo-canadese e madre franco-canadese, si trasferì negli Stati Uniti agli inizi degli anni cinquanta per studiare arte drammatica.
Proprio in quel periodo iniziò la sua carriera recitando in alcune serie televisive, mentre al cinema apparve in film come Sindrome cinese (1979) e La guerra dei Roses (1989), entrambi a fianco di Michael Douglas.
Nipote dell'attore premio Oscar Robert Donat e fratello di Richard, fu sposato dal 1956 al 1972 con l'attrice Michael Learned, dalla quale ebbe tre figli, Chris, Caleb e Lucas, e dal 1983 con Marijke DeJong.
Ritiratosi dalle scene nel 2003, morì nel 2018, a 90 anni, nella sua casa di Point Reyes Station, in California, a causa di complicanze del diabete di cui soffriva.

## Filmografia parziale

### Cinema
- Lost Lagoon, regia di John Rawlins (1957)
- The Last Voyage of Henry Hudson, cortometraggio, regia di Richard Gilbert (1964)
- Der Revolver des Korporals, regia di Rolf Losansky (1967)
- My Old Man's Place, regia di Edwin Sherin (1971)
- Il padrino - Parte II (The Godfather: Part II), regia di Francis Ford Coppola (1974)
- Roulette russa (Russian Roulette), regia di Lou Lombardo (1975)
- Hindenburg, regia di Robert Wise (1975)
- Billy Jack Goes to Washington, regia di Tom Laughlin (1977)
- Mirrors, regia di Noel Black (1978)
- F.I.S.T., regia di Norman Jewison (1978)
- Un tocco di sesso (A Different Story), regia di Paul Aaron (1978)
- Sindrome cinese (The China Syndrome), regia di James Bridges (1979)
- Meteor, solo voce, regia di Ronald Neame (1979)
- Scontro al vertice (Highpoint), regia di Peter Carter (1982)
- Ladies and Gentlemen, the Fabulous Stains, regia di Lou Adler (1982)
- I Am Joe's Eye, solo voce, regia di Sheldon Renan (1983)
- Il ragazzo della baia (The Bay Boy), regia di Daniel Petrie (1984)
- Il bunker del terrore (Massive Retaliation), regia di Thomas A. Cohen (1984)
- Appuntamento con la morte (Lune de miel), regia di Patrick Jamain (1985)
- Unfinished Business, regia di Viveca Lindfors (1987)
- Tucker - Un uomo e il suo sogno (Tucker: The Man and His Dream), regia di Francis Ford Coppola (1988)
- Skin Deep - Il piacere è tutto mio (Skin Deep), regia di Blake Edwards (1989)
- La guerra dei Roses (The War of the Roses), regia di Danny DeVito (1989)
- The Babe - La leggenda (The Babe), regia di Arthur Hiller (1992)
- Scuola d'onore (School Ties), regia di Robert Mandel (1992)
- The Game - Nessuna regola (The Game), regia di David Fincher (1997)
- L'angolo rosso - Colpevole fino a prova contraria (Red Corner), regia di Jon Avnet (1997)
- I segreti del lago (The Deep End), regia di Scott McGehee e David Siegel (2001)
- Never Die Twice, regia di Sean Scott (2001)

### Televisione
- Hawk l'indiano (Hawk) – serie TV, episodio 1x08 (1966)
- Le spie (I Spy) – serie TV, episodio 3x19 (1968)
- I giorni di Bryan (Run for Your Life) – serie TV, episodio 3x25 (1968)
- Giovani avvocati (The Young Lawyers) – serie TV, episodio 1x12 (1970)
- Charlie's Angels – serie TV, episodio 3x07 (1978)
- Labirinti e mostri (Maze & Monsters), regia di Steven Hilliard Stern – film TV (1982)
- La signora in giallo (Murder, She Wrote) – serie TV, episodi 5x14-9x11-10x17 (1989-1994)
- X-Files (The X-Files) – serie TV, episodi 3x01-3x24 (1995, 1996)
- La signora in giallo - La ballata del ragazzo perduto (The Celtic Riddle) – film TV, regia di Anthony Pullen Shaw (2003)

## Doppiatori italiani
Nelle versioni in italiano delle opere in cui ha recitato, Peter Donat è stato doppiato da:
- Gianni Musy ne La signora in giallo (ep. 5x14), I segreti del lago
- Franco Zucca ne La signora in giallo (ep. 9x11), Time Trax
- Luciano De Ambrosis ne Il padrino - Parte II
- Renato Cortesi in Roulette russa
- Gianni Marzocchi in Hindenburg
- Walter Maestosi in F.I.S.T.
- Sergio Rossi in Charlie's Angels
- Sandro Iovino in Sindrome cinese
- Giancarlo Padoan ne Il ragazzo della baia
- Pino Colizzi in Tucker - Un uomo e il suo sogno
- Gianni Bertoncin in La guerra dei Roses
- Romano Ghini ne La signora in giallo (ep. 10x17)
- Cesare Barbetti in The Babe - La leggenda
- Elio Zamuto in X-Files
- Piero Tiberi in The Game - Nessuna regola
- Oliviero Dinelli in La signora in giallo - La ballata del ragazzo perduto
- Fabrizio Temperini ne Il padrino - Parte II (ridoppiaggio)